# Петър Петров – Мустака
Вижте пояснителната страница за други личности с името Петър Петров.
Петър Петров (14 февруари 1949 – 6 май 2010) е български актьор, комик и шоумен. Популярен е под името Пешо Мустака заради характерния му мустак.
Роден е в село Поляна, област Силистра. През по-голямата част от живота си играе на сцената на Драматично-куклен театър „Сава Доброплодни“ – Силистра.

## Биография
Завършва ВИТИЗ „Кръстю Сарафов“, специалност „актьорско майсторство“. Стартира кариерата си в средата на 1970-те, когато прави първите си стъпки на актьор на сцената на драматичния театър в Силистра. През годините е играл на сцените на театрите в Силистра, Разград, Сливен и други градове.
След политическите промени от 1989 г. остава на няколко пъти временно безработен, като се отдава на земеделие и фермерство в родното си село Поляна.
В театъра е изиграл над 130 роли. В киното е участвал в няколко български продукции. През последните години обича да се снима в кратки телевизионни форми – рекламни клипове за български фирми, където също залага на комедията.
Пешо Мустака е харесван и канен от многобройните си фенове по сватби, банкети, кръщенета, вечеринки, сборове и др. Любимец на децата, в навечерието на всяка Нова година, той се превъплъщава в дядо Коледа и ходи по домовете да им раздава подаръци.
Популярността му се дължи на неизчерпаемите запаси от смешки и вицове, които, както сам твърди, може да разказва цяло денонощие без да се повтори. Обича и често пее по събирания народни песни и разказва задявки от българския фолклор.

## Театрални роли
- „Лицева опора“ от Тибор Дюркович
- „Ангел мой?“ от Карло Терон

## Филмография
- „Пазачът на планетата“ (2-сер. тв игрален филм, 1989)
- „Записки по българските въстания“ – телевизионен сериал
- „Хъшове“ – телевизионен сериал

## Други
Дългогодишен член на настоятелството към Народно читалище „Доростол – 1870“.